# Eurythrips tristis
Eurythrips tristis är en insektsart som beskrevs av Ian A. Hood 1941. Eurythrips tristis ingår i släktet Eurythrips och familjen rörtripsar. Inga underarter finns listade i Catalogue of Life.